# IC 4177
IC 4177 је спирална галаксија у сазвјежђу Дјевица која се налази на листи објеката дубоког неба у Индекс каталогу.
Деклинација објекта је - 13° 34' 16" а ректасцензија 13h 6m 29,0s. Привидна величина (магнитуда) објекта IC 4177 износи 15,0 а фотографска магнитуда 15,8. IC 4177 је још познат и под ознакама MCG -2-33-107, PGC 45365.